# 燕市産業史料館
燕市産業史料館（つばめしさんぎょうしりょうかん）は、新潟県燕市にある市立の史料館。

## 概要
1973年（昭和48年）に開館し、1984年（昭和59年）に丸山コレクション矢立煙管館、2008年（平成20年）に新館が増築された。2019年4月19日には改修工事を終えてリニューアルオープンし、本館のリニューアルと体験工房館の新設、屋外交流広場の整備が行われた。

### 基礎データ
- 目的：産業の起源と変遷過程の資料を収集し、及び展示して、文化の向上と合わせて産地産業の振興に寄与するため
- 開館時間：9時～4時30分
- 休館日：
  - 月曜日
  - 国民の祝日に関する法律(昭和23年法律第178号)に規定する休日の翌日
  - 12月29日から翌年の1月3日までの日(前に掲げる日を除く)

## 交通アクセス
- 燕市コミュニティバス（燕駅・燕三条駅発着の実証運行路線） 「燕市産業史料館前」バス停より徒歩すぐ[4]。
- 越後交通 「県央大橋西詰」バス停より徒歩約3分